# The Road to Reality
The Road to Reality: A Complete Guide to the Laws of the Universe (Pot do realnosti: Popolni vodič do zakonov Vesolja) je knjiga o moderni fiziki, ki jo je napisal britanski matematični fizik Roger Penrose leta 2004. Pokriva osnove standardnega modela fizike delcev, razpravlja o splošni relativnosti in kvantni mehaniki in obravnava možne združitve teh dveh teorij.

## Pregled
Knjiga obravnava fizikalni svet. Dolgo časa so do 19. stoletja znanstveniki mislili, da sta elektrika in magnetizem dve čisto ločeni fizikalni stvari z vidika bolj temeljnih lastnosti. Veliko besedil, tako popularnih kot tudi univerzitetnih, vpelje najprej obe količini kot ločena koncepta, šele kasneje pa razkrije njuno povezanost. The Road to Reality  obrne postopek, saj najprej razloži matematiko za prostor-časom, šele kasneje pa pokaže, kako se elektromagnetizem in ostali fenomeni ne morejo povezati.
Knjiga ima samo nekaj čez 1100 strani, od katerih je prvih 383 namenjeno izključno matematiki - Penroseov cilj je bil seznaniti bralce s potrebno matematiko, da bi lahko globlje spoznali matematiko v fiziki. Fizika se bralcu odpre šele na strani 383 s temo prostor-čas. Od tam naprej preide na polja v prostor-času, kjer izhaja iz klasičnih električnih in magnetnih sil iz prvih načel; to pomeni, da če človek živi v vesolju določene vrste, se ta polja posledično razvijajo naravno. Energetski in ohranitveni zakoni se pojavljajo v razpravi o Lagrangeevih in Hamiltonih, preden začnemo s celostno razpravo o kvantni fiziki, teoriji delcev in teoriji kvantnega polja. Razprava o problemu merjenja v kvantni mehaniki je tudi dobila celo poglavje; teorija superstrun je dobila poglavje na koncu knjige, kjer se nahaja tudi teorija o zankasti gravitaciji in teorija twistorja. Knjiga se konča z raziskovanjem drugih teorij in možnimi potmi naprej.
Zadnje poglavje odseva izključno Penroseovo osebno mnenje, kjer odstopa od večine fizikov. Skeptičen je o teoriji strun, saj daje prednost teoriji zankaste gravitacije. Optimističen je tudi o svojem približevanju problemu, teoriji twistorja. Prav tako ima nekaj spornih pogledov na vpliv zavesti v fiziki, kot je podal v svoji prejšnji knjigi Shadows of the Mind.

## Izdaje
- Alfred A. Knopf (založnik), februar 2005, trde platnice, ISBN 0-679-45443-8
- Vintage Books, 2005, mehke platnice, ISBN 0-09-944068-7
- Vintage Books, 2006, mehke platnice, ISBN 0-09-944068-7
- Vintage Books, 2007, mehke platnice, ISBN 0-679-77631-1